# Anthurium luteynii
Anthurium luteynii är en kallaväxtart som beskrevs av Thomas Bernard Croat. Anthurium luteynii ingår i släktet Anthurium och familjen kallaväxter. Inga underarter finns listade.